# Xysticus sabulosus
De Xysticus sabulosus (tên tiếng Anh: zandstruikkrabspin) là một loài nhện trong họ Thomisidae.
Loài này thuộc chi Xysticus. De zandstruikkrabspin được Carl Wilhelm Hahn miêu tả năm 1832.